# 아서 태펀 피어슨
아서 태펀 피어선(Arthur Tappan Pierson, 한국어: 피어선(皮漁鮮), 1837년 3월 6일 ~ 1911년 6월 3일)은 미국의 장로교목회자이자 성경교사 양성가이며 선교운동 지도자이다. 피어선성경기념학원(현 평택대학교)을 세우는데 기반을 놓았다.

## 이력
그는 근대 복음주의 선교운동 이론가였다. 그는 13,000개 이상의 설교문과 연설을 집필하였고 60권 이상의 책을 썼다. 특히 한국의 언더우드와 북장로교 해외선교부 총무이자 프린스턴 신학교의 교회사가 로버트 엘리엇 스피어(R.E.Speer) 교수, 이슬람 선교의 개척자 사무엘 M. 즈웨머(Samuel Zwemer), 기독교청년회(YMCA) 운동과 에큐메니컬운동의 지도자로 후에 노벨평화상을 수상한 존 모트(John R. Mott), 한국의 선교사였던 제임스 게일(J. S. Gale)박사  등 수많은 선교사와 학자들에게 영향을 주었다. 특히 1887년 새문안교회가 시작된 해에 언더우드는 피어선에게 성령의 능력으로 예배에 많은 사람들이 참여하고 있다고 편지를 보내며 깊은 교제를 시작하였고, 그 후 피어슨이 편집장으로 있던 세계선교평론의 조선거주 편집통신원으로 활동하였다. 후에 언더우드는 피어선성경기념학원의 초대 이사장으로서 학교설립을 주도하였고 초대 원장을 지내기도 하였다.
피어선은 친구인 무디와 함께 미국의 복음주의 운동을 주도하며 1886년 미국 노스필드에서 학생자원운동(SVM) 단체를 창설하여 셔우드 에디(Sherwood Eddy), 존 모트(John R. Mott), 헨리 윈터스 루스(Henry Winters Luce, 타임지 잡지 창설자 Henry R. Luce  의 아버지 )와 같은 수많은 대학 청년들에게 선교의 비전을 심어 주었고, 이에 고무된 많은 선교사들이 한국과 중국으로 떠났다.
1910년 12월 73세로 노쇠한 상태에서 일본을 거쳐서 조선을 방문하여 선교사들을 대상으로 성경공부를 인도하기도 하였으나 병세가 악화되어 1911년 1월 조선을 떠나 일본, 미국 LA를 거쳐 뉴욕으로 돌아간 후 1911년 6월 3일 74세로 소천하였다. 그는 조선에 성경학교를 세우라는 유언을 남겼다.

## 생애

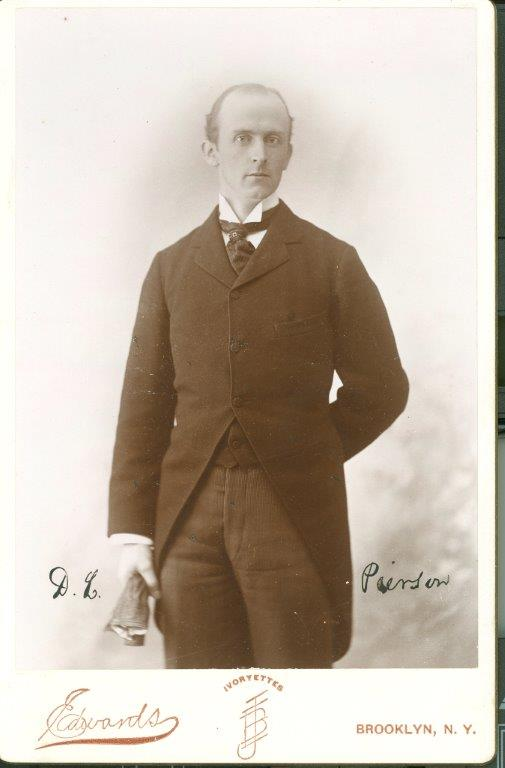
피어선 박사의 장남 델라반 L. 피어선 프린스턴 대학교 제공

평택대학교 교정에 있는 A. T. 피어선 박사 부부 동상

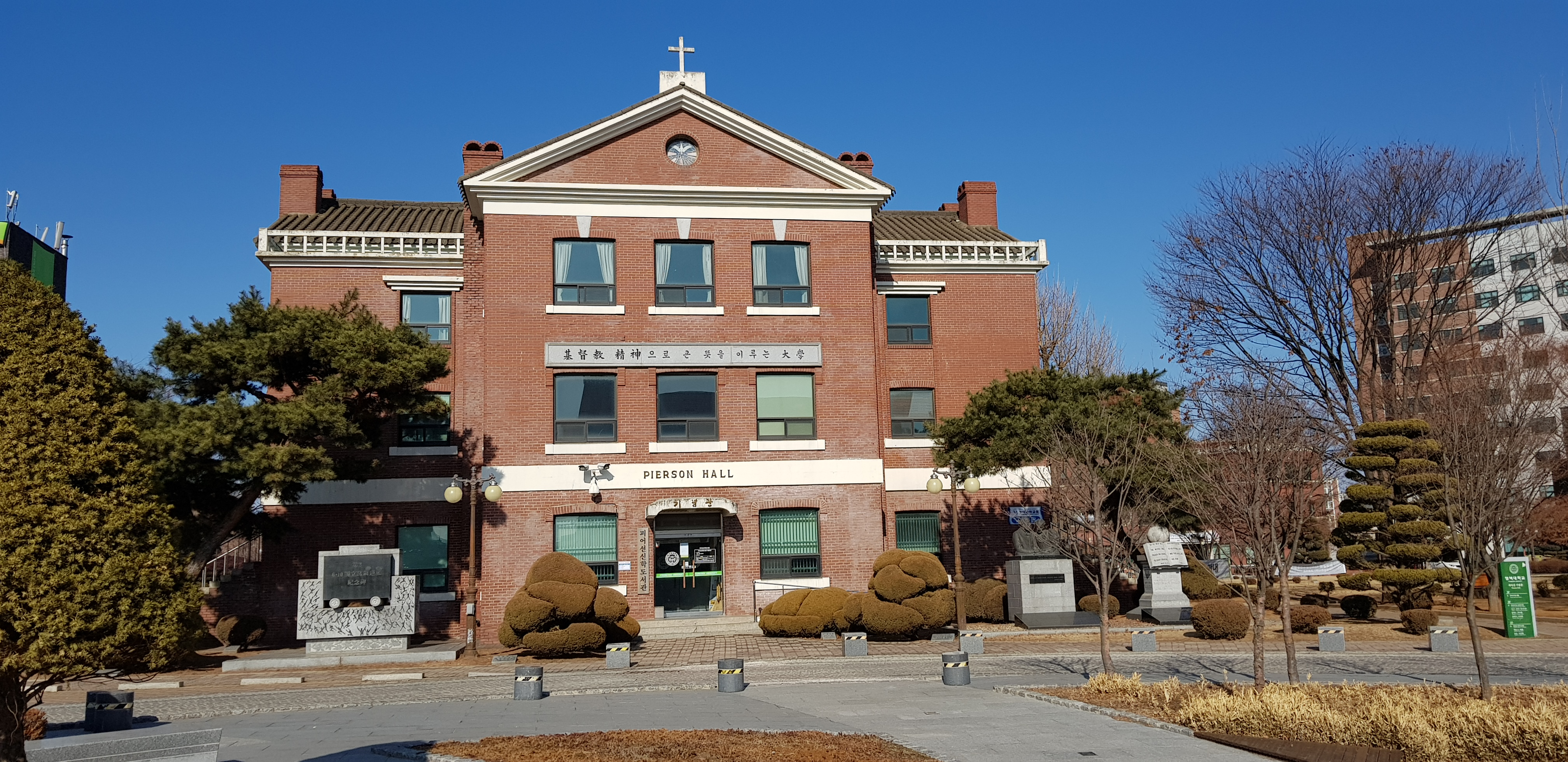
A.T. 피어선 박사 홀

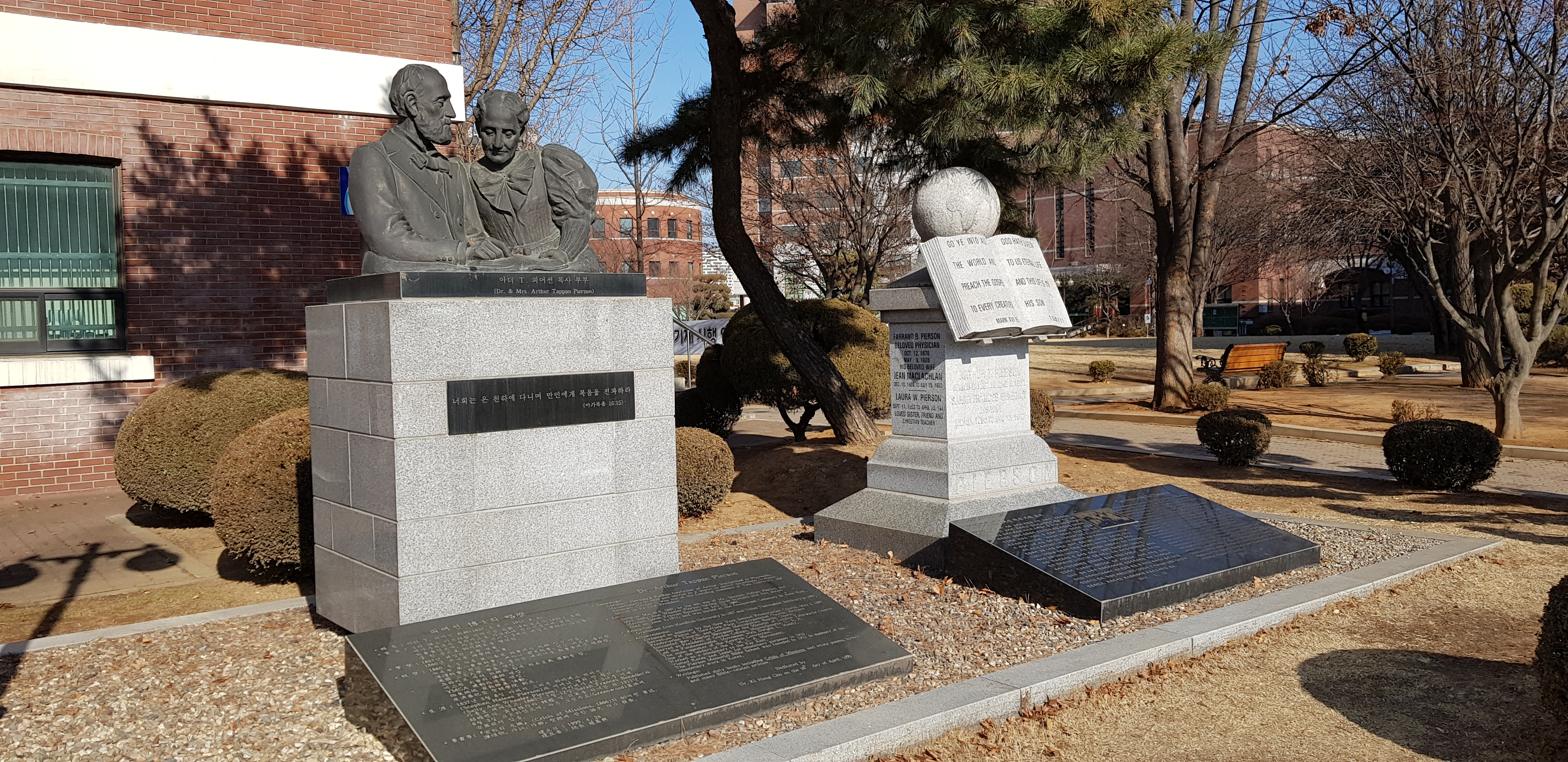
평택대학교에 있는 피어선 박사부부 동상

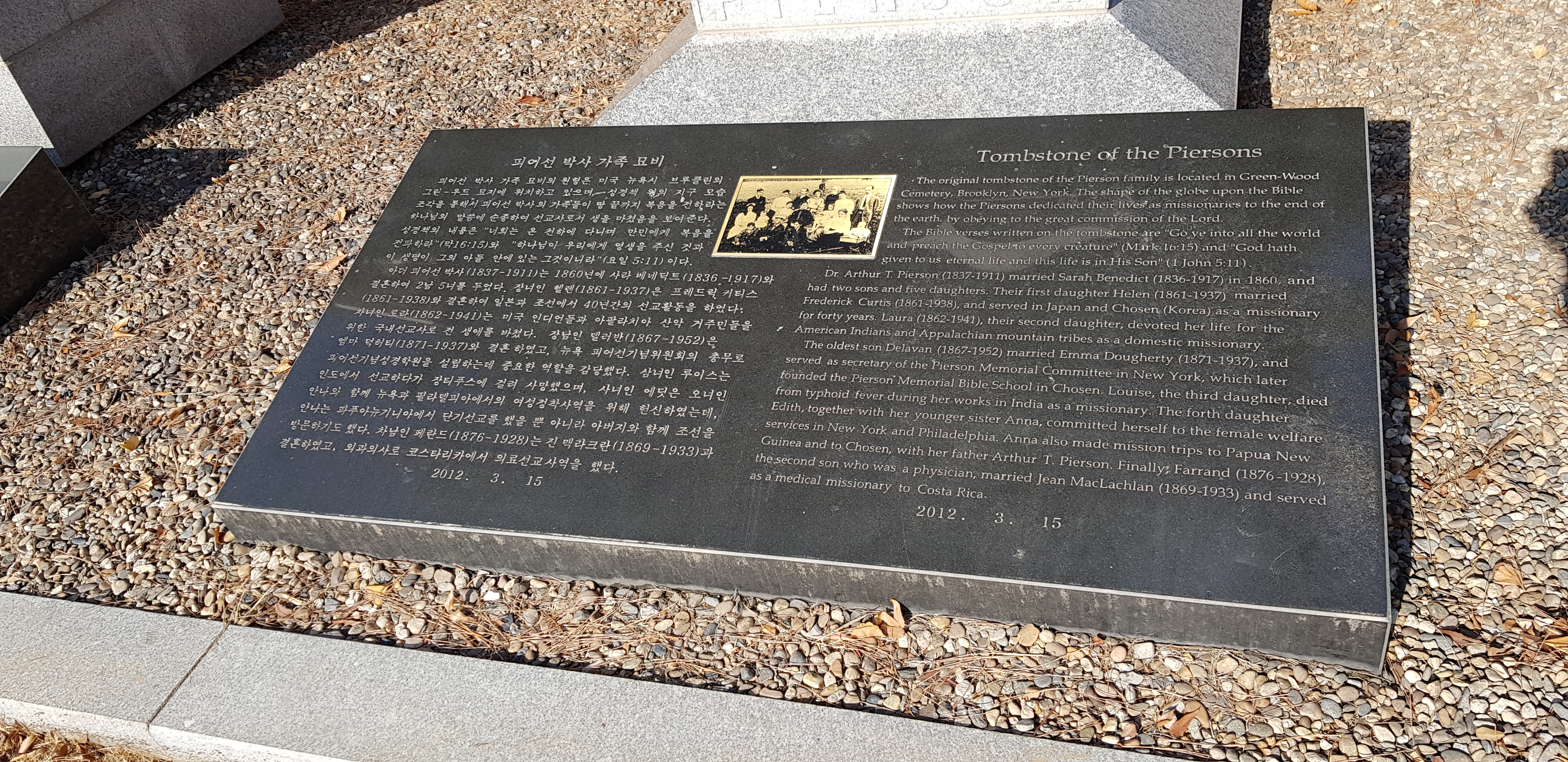
피어선 박사의 가족 소개

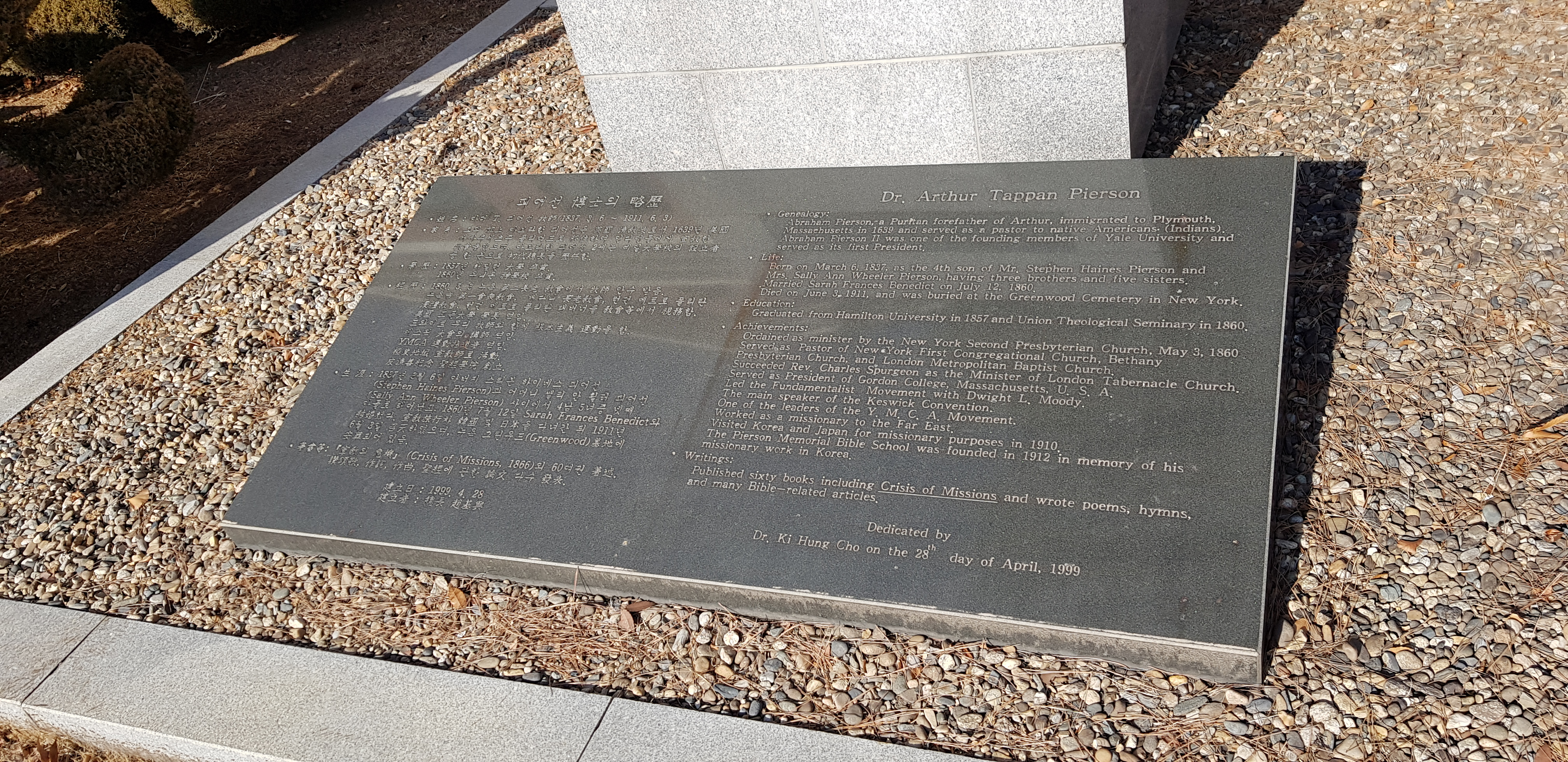
피어선 박사의 약력 소개

피어선은 「세계선교논평」지(The Missionary Review of the World)의 편집장이자 「선교의 위기」(The Crisis of Mission)의 저자로, 학생자원운동(Student Volunteer Movement)의 창시자로 19세기 선교운동의 유명한 캐치프레이즈인 “이 세대 안에 세계복음화를(The Evangelization of the World in this Generation)”이라는 어구를 만들었으며 이 기치아래 미국과 유럽 청년들에게 선교에 대한 동기를 부여하였다. 그는 북장로교 목사로서 빙엄턴, 워터포드, 디트로이트, 인디애나폴리스, 필라델피아 등 주요 도시에서 목회활동을 하였다. 또한 런던 최대의 침례교회였던 메트로폴리탄 테버너클의 담임목사인 찰스 스펄전(Charles Haddon Spurgeon)목사가 병중에 있을 때, 그의 후계자로서 설교목사로 이 교회에서 2년간 설교하였다. 그러나 이후 침례에 대한 견해 차이로 장로교회에서 제적당하기도 하였다.
그는 당대의 저명인사인 드와이트 라이먼 무디(Dwight Moody), 존 워너메이커(John Wannamaker), 허드슨 테일러(J. Hudson Taylor), 아도니람 저드슨 고든(A. J. Gordon), 조지 윌리엄스(Sir George Williams) 및 조지 뮐러(George Muller) 등과 교제하였고 전후 미국의 여러 복음주의운동에 참여하였다.
그는 60여권에 이르는 저술과 수많은 논문 및 팸플릿을 기록하였으며 13,000편에 달하는 설교와 강의를 하였다. 동시에 회중교회와 장로교, 침례교와 성공회를 넘나들며 사역한 초교파주의자였다. 1910년 목회 50주년이 되던 해 허드슨 테일러의 초청으로 일본, 한국, 중국, 인도, 이집트 등의 극동지역 선교여행을 하였고 일본에 도착했을 때 이미 질병으로 고통스러워 하였다. 한국에 와서(1910. 12. ~ 1911. 1.) 선교사들을 위한 성경강해를 하였으며, 매우 열악한 여건에서도 성경을 공부하는 조선인들의 모습에 크게 감동 받아서 성경학교 설립을 약속하였는데 질병이 심해져 고국에 돌아간 뒤에 곧 소천하게 되었다. 유족과 친구들, 후원자들이 피어선 박사의 유언을 따라 조선에 초교파적 성경학교를 설립한 것이 1912년 서울 서대문구 협성신학교 내에서 시작된 피어선기념성경학원이다. 이 성경학원을 전신으로 하여 1980년 조기흥 선생에 의해 대학설립인가를 받았고 1981년 평택으로 학교를 옮겨 피어선성서신학교로 개교하였다가 1990년 12월 4년제 대학으로 승격하여 피어선대학으로 개명하였으며 1996년에 근거지명을 따라 평택대학교로 재개명하여 오늘에 이르고 있다.

## 자녀들
피어선 박사 부부는 슬하에 2남 5녀를 두었다. 그의 일곱 자녀들이 모두 선교와 교육 그리고 사회 봉사자가 되었다. 그의 장녀 헬렌은 프레드릭 커티스와 결혼해서 일본에서 40년간 선교활동을 하였고 차녀 로라는 아메리카 원주민 부족들을 상대로 선교활동을 하였다. 안나와 에디스는 뉴욕시와 필라델피아에서 여성정착 사업에 종사하였고 훗날 안나는 파푸아 뉴기니에서 1년간 선교활동에 종사하였다. 장남 델라반 피어선은 프린스턴 신학교를 졸업한 후 부친과 함께 「세계선교논평」지를 위해 일하였고, 차남 패런드는 의사로서 건강의 손상으로 일을 그만둘 때까지 중남미에서 선교활동에 헌신하였다. 그리고 마지막 딸인 루이스는 인도에서 선교활동을 벌이다가 1903년에 사망했다. 또 루이스는 뉴욕주 포 시에 소재한 YMCA와 매사추세츠주 로웰에 있는 YMCA에서 비서 일을 하다가 미국에서 가장 오래된 여성선교회인 여성연합선교회 산하에서 자원봉사를 하였고 인도에서 빈민층 여성들과 소녀들을 위해 일하다가 장티푸스로 사망하였다. 후에 그의 가족들은 그녀를 기념해서 인도 중부에 있는 도시, 누공에 기념 예배당을 설립하였다.

## 피어선의 신학방법론
피어선 박사는 자신의 작품가운데 베이컨의 귀납법적 방법을 통하여 성경을 분석하고 종합하여 자신의 신학적 방법으로서 신학적 철학을 만들었다. 피어선은 성경을 바르게 연구하는 것을 자기의 신학연구에 평생의 과제로 삼았다. 신학을 올바르게 탐구한다는 것은 궁극적으로 성경이 말하는 것을 말하게 하는 것이었다. 그는 자신의 방법의 기초가 될 수 있는 논리적 체계를 찾았는데 그것이 바로 베이컨의 경험주의적 귀납법적 논증 방법이었다. 베이컨이 주장한 관찰과 분석, 그리고 입증을 통하여 이론을 유출하듯 피어선 역시 이런 방식을 통하여 신학적 철학이라는 그의 독특한 신학연구 방법론을 만들었다. 이런 신학방법을 통하여 성경을 바르게 이해하는 그의 신학의 목적을 이루게 되었다. 철학적 신학이란 성경 그 자체(ipso facto)가 진리를 증거하고 모든 것들을 성경에 맞추어서 검증하여 성경적 일치와 조화를 이루는 성경신학적 방법이다. 신학의 탐구는 성경을 왜곡하지 않고 정직하고 순수한 마음으로 오류가 없는 성경을 철저하게 분석하고 참된 성경의 진리를 증거하는 목적에 도전을 주었다. 성경의 하나님을 왜곡없이 사실 그대로 보여주고 성경은 오류가 없는 하나님의 참된 진리를 증거하는 그의 신학적 철학과 성경신학적 방법이야말로 피어선의 신학을 가장 가치있는 공헌으로 볼 수 있다.

## 피어선의 문화관
그는 베푸는 은혜의 문화, 섬김과 봉사의 문화, 교회와 사회에 대한 철저한 변혁적 문화관을 주장하였다. 특별히 피어선은 전천년주의에 근거하여 주님의 재림을 바라보며 소망하는 가운데 그의 삶의 현장에서 변혁적 문화사역에 충실하였다. 피어선 당시 교회의 잘못된 전통을 하나님의 말씀으로 개혁하였다. 지정좌석제를 폐지하고, 설교를 단순하게 예배의식을 단순하게 함으로써 교회의 문을 낮추었다. 사회를 위해서는 노예제도의 폐지를 주장하고 노동자의 권익을 보호하며 여성들의 사회활동에 관심을 보였다. 비록 이런 기독교 문화의 사역은 사회를 변화시키는 일에는 한계가 있었지만, 복음화를 위한 수단으로써 그의 삶의 현장에서 실천적 문화관을 보여주었다.

## 주요 번역서
- 지난 반세기의 전진운동, 번역 안명준
- 아더 피어선의 생애와 신앙
- 아더 피어선의 생애와 설교
- 하나님의 능력, 번역 안명준
- 경건에 이르기를 연습하라
- 선교의 기적
- 조지 물러전
- 케직 운동
- 신사도행전 등

## 목회 활동
- 1859년, 1869년 여름: 코네티컷주 윈스테드 회중교회
- 1860년 ~ 1863년: 뉴욕주 빙엄턴 빙엄턴 회중교회
- 1863년 ~ 1869년: 뉴욕주 워터포드 장로교회
- 1869년 ~ 1882년: 미시간주 디트로이트 포트 스트리트 장로교회
- 1882년 ~ 1883년: 인디애나주 인디애나폴리스 인디애나폴리스 제2 장로교회
- 1883년, 1889년: 펜실베이니아주 필라델피아 베다니 장로교회
- 1891년 ~ 1893년: 런던 메트로폴리탄 터버너클

## 사진들

피어선 기념관 사진들
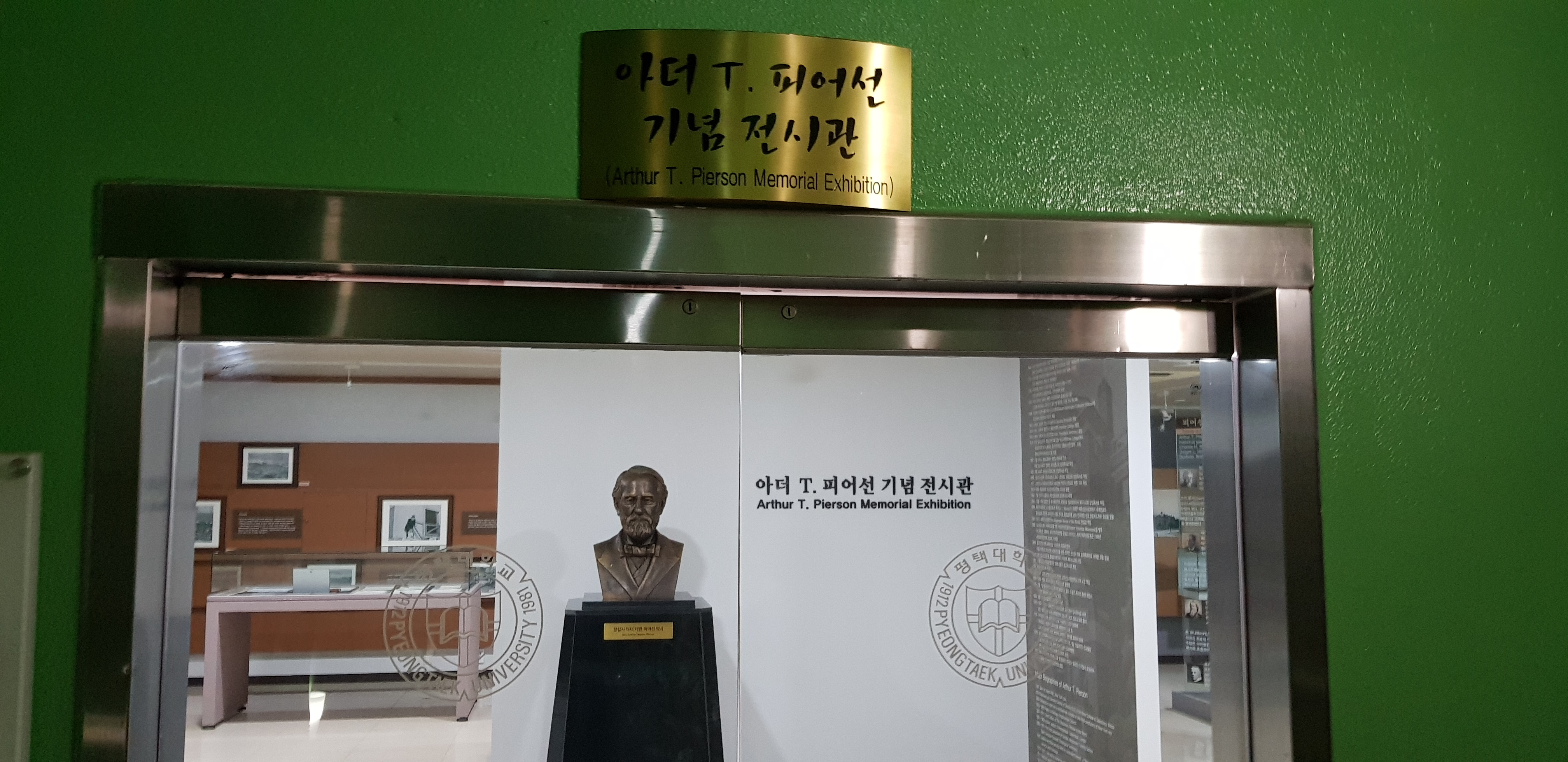
아더 태펀 피어선 전시관(평택대학교)
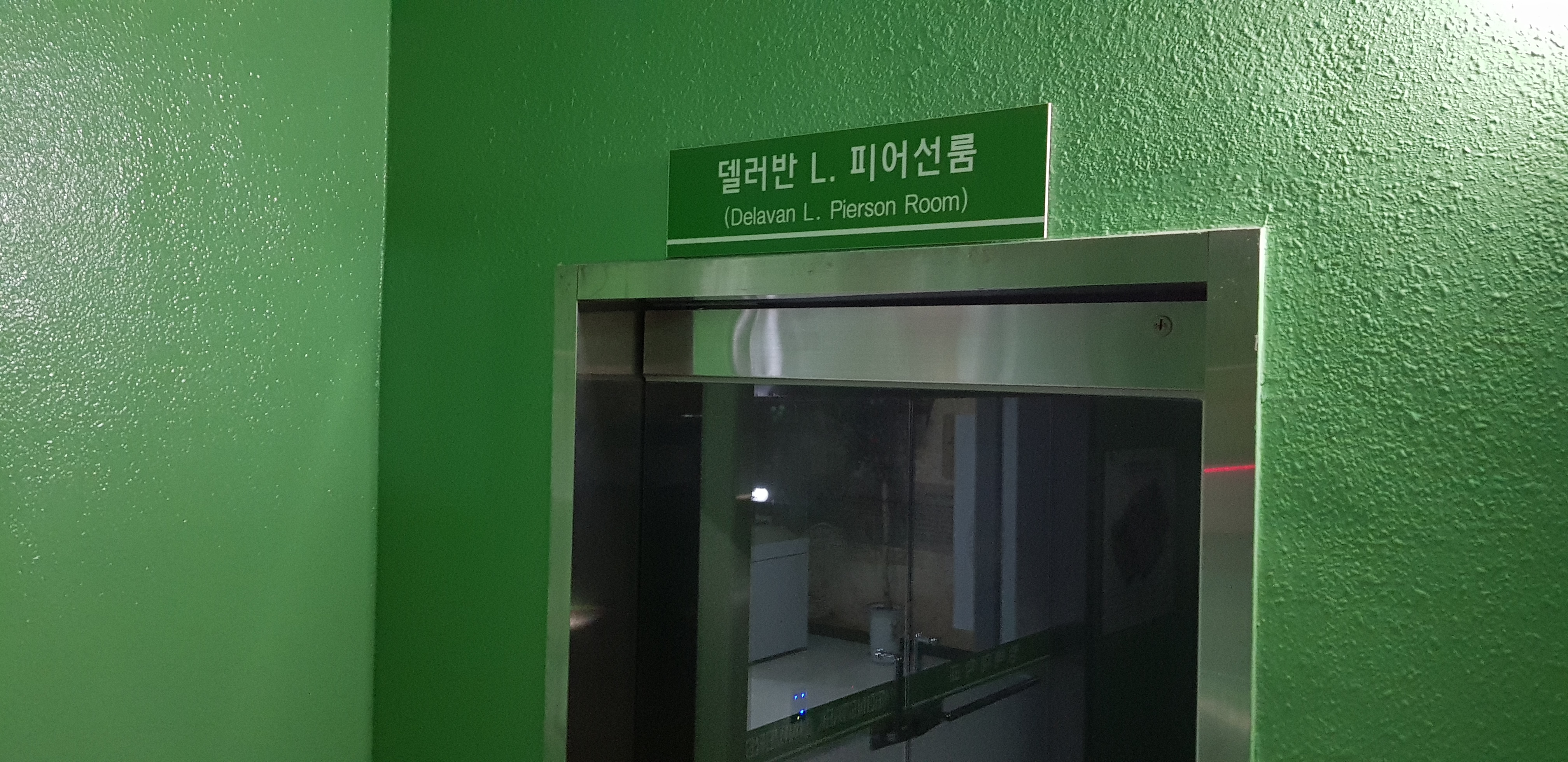
델라반 L. 피어선 룸 (피어선기념관)

## 출판된 주요 작품들
- The Crisis of Missions (New York, 1886)
- Many Infallible Proofs: Chapters on the Evidences of Christianity (1886)
- Evangelistic Work in Principle and Practise (1887)
- Keys to the Word: or, Helps to Bible Study (1887)
- The Divine Enterprise of Missions (1891)
- Miracles of Missions (4 vols., 1891-1901)
- The Divine Art of Preaching (1892)
- From the Pulpit to the Palm-Branch: Memorial of Charles H. Spurgeon (1892)
- The Heart of the Gospel (sermons; 1892)
- New Acts of the Apostles (1894)
- LifePower: or, Character Culture, and Conduct (1895)
- Lessons in the School of Prayer (1895)
- Acts of the Holy Spirit (1895)
- The Coming of the Lord (1896)
- Shall we continue in Sin? (1897)
- In Christ Jesus: or, The Sphere of the Believer's Life (1898)
- Catharine of Siena, an ancient Lay Preacher (1898)
- George Muller of Bristol and his Witness to a Prayer-Hearing God (1899)
- Forward Movements of the last half Century (1900)
- Seed Thoughts for Public Speakers (1900)
- The Modern Mission Century viewed as a Cycle of Divine Working (1901)
- The Gordian Knot: or, The Problem which baffles Infidelity (1902)
- The Keswick Movement in Precept and Practice (1903)
- God's Living Oracles (1904)
- The Bible and Spiritual Criticism (1906)
- The Bible and Spiritual Life (1908)
- Godly Self-control (1909)

## 참고 문헌
- 피어선의 신학적 해석학
- A. T. 피어선의 박사의 신학방법론 한국개혁신학회 50 (2016)
- Arthur T. Pierson's illustriousheritage by Dan Graves
- A. T. Pierson mission theorist and promoter, Boston University
- 조상열, 피어선기념성경학원, 2011, 대한기독교서회[깨진 링크(과거 내용 찾기)]
- "아더 피어선 생애와 세계복음화", 1, 2부 CTS, 2012년 10월 13일, 20일